# 1994-es Vuelta ciclista a España
Az 1994-es Vuelta a España volt a 49. spanyol körverseny. 1994. április 25-e és május 15-e között rendezték. A verseny össztávja 3531 km volt, és 20 szakaszból állt. Végső győztes a svájci Tony Rominger lett.

## Végeredmény
|    | Versenyző         | Csapat                       | Idő           |
| -- | ----------------- | ---------------------------- | ------------- |
| 1  | Tony Rominger     | Mapei                        | 92 óra 07' 48 |
| 2  | Mikel Zarrabeitia | Banesto-Pinarello            | 7' 28         |
| 3  | Pedro Delgado     | Banesto-Pinarello            | 9' 27         |
| 4  | Alex Zülle        | ONCE                         | 10' 54        |
| 5  | Oliverio Rincón   | ONCE                         | 13' 09        |
| 6  | Luc Leblanc       | Festina-Lotus                | 15' 27        |
| 7  | Vicente Aparicio  | Banesto-Pinarello            | 15' 48        |
| 8  | Luis Pérez        | Castellblanch - Deportpublic | 16' 46        |
| 9  | Fernando Escartín | Mapei Clas                   | 16' 54        |
| 10 | Alberto Camargo   | Artiach-Nabisco              | 20' 35        |